# Autumnimiris koebeli
Autumnimiris koebeli är en insektsart som först beskrevs av Van Duzee 1921.  Autumnimiris koebeli ingår i släktet Autumnimiris och familjen ängsskinnbaggar. Inga underarter finns listade i Catalogue of Life.